# Campionati mondiali di ginnastica artistica 2017
I Campionati mondiali di ginnastica artistica 2017 sono stati la 47ª edizione della competizione. Si sono disputati dal 2 all'8 ottobre allo Stadio Olimpico di Montréal, in Canada, nello stesso palazzetto in cui si svolsero i Campionati Mondiali del 1985 e i Giochi Olimpici del 1976, dove Nadia Comăneci ottenne il primo storico 10 perfetto.

## Programma[4]
Tutti gli orari sono ETC (Eastern Time Zone) UTC-5
| Data      | Evento                         | Orario                | Suddivisioni                                    |
| --------- | ------------------------------ | --------------------- | ----------------------------------------------- |
| 2 ottobre | Cerimonia di apertura          | Cerimonia di apertura | Cerimonia di apertura                           |
| 2 ottobre | Qualificazioni                 | 9:30 – 13:00          | 1ª Suddivisione GAM                             |
| 2 ottobre | Qualificazioni                 | 14:00 – 17:00         | 2ª Suddivisione GAM                             |
| 2 ottobre | Qualificazioni                 | 18:00 – 21:00         | 3ª Suddivisione GAM                             |
| 3 ottobre | Qualificazioni                 | 9:30 – 13:00          | 4ª Suddivisione GAM                             |
| 3 ottobre | Qualificazioni                 | 16:00 – 18:00         | 1ª Suddivisione GAF                             |
| 3 ottobre | Qualificazioni                 | 19:00 – 21:00         | 2ª Suddivisione GAF                             |
| 4 ottobre | Qualificazioni                 | 13:00 – 15:30         | 3ª Suddivisione GAF                             |
| 4 ottobre | Qualificazioni                 | 16:00 – 18:00         | 4ª Suddivisione GAF                             |
| 4 ottobre | Qualificazioni                 | 19:00 – 21:00         | 5ª Suddivisione GAF                             |
| 5 ottobre | Concorso individuale maschile  | 19:00                 | -                                               |
| 6 ottobre | Concorso individuale femminile | 19:00                 | -                                               |
| 7 ottobre | Finali di specialità           | 13:00                 | GAM: Corpo libero, Cavallo con maniglie, Anelli |
| 7 ottobre | Finali di specialità           | 13:00                 | GAF: Volteggio, Parallele asimmetriche          |
| 8 ottobre | Finali di specialità           | 13:00                 | MAG: Volteggio, Parallele simmetriche, Sbarra   |
| 8 ottobre | Finali di specialità           | 13:00                 | WAG: Trave, Corpo libero                        |
| 8 ottobre | Cerimonia di chiusura          |                       |                                                 |

## Medagliati
| Evento                 | Oro                    | Punti  | Argento          | Punti  | Bronzo             | Punti  |
| Maschile               |                        |        |                  |        |                    |        |
| Concorso individuale   | Xiao Ruoteng           | 86.933 | Lin Chaopan      | 86.448 | Kenzō Shirai       | 86.431 |
| Corpo libero           | Kenzō Shirai           | 15.633 | Artem Dolgopyat  | 14.533 | Yul Moldauer       | 14.500 |
| Cavallo con maniglie   | Max Whitlock           | 15.441 | David Beljavskij | 15.100 | Xiao Ruoteng       | 15.066 |
| Anelli                 | Eleutherios Petrounias | 15.433 | Denis Abljazin   | 15.333 | Liu Yang           | 15.266 |
| Volteggio              | Kenzō Shirai           | 14.900 | Ihor Radivilov   | 14.899 | Kim Han-sol        | 14.766 |
| Parallele simmetriche  | Zou Jingyuan           | 15.900 | Oleh Vernjajev   | 15.833 | David Beljavskij   | 15.266 |
| Sbarra                 | Tin Srbić              | 14.433 | Epke Zonderland  | 14.233 | Bart Deurloo       | 14.200 |
| Femminile              |                        |        |                  |        |                    |        |
| Concorso individuale   | Morgan Hurd            | 55.232 | Elsabeth Black   | 55.132 | Elena Eremina      | 54.799 |
| Volteggio              | Maria Paseka           | 14.850 | Jade Carey       | 14.766 | Giulia Steingruber | 14.466 |
| Parallele asimmetriche | Fan Yilin              | 15.166 | Elena Eremina    | 15.100 | Nina Derwael       | 15.033 |
| Trave                  | Pauline Schaefer       | 13.533 | Morgan Hurd      | 13.400 | Tabea Alt          | 13.300 |
| Corpo libero           | Mai Murakami           | 14.233 | Jade Carey       | 14.200 | Claudia Fragapane  | 13.933 |

## Risultati

### Maschile

#### Concorso individuale maschile
| Pos.    | Ginnasta             | Nazione       | Attrezzo     | Attrezzo | Attrezzo | Attrezzo  | Attrezzo  | Attrezzo | Totale |
| Pos.    | Ginnasta             | Nazione       | Corpo libero | Cavallo  | Anelli   | Volteggio | Parallele | Sbarra   | Totale |
| ------- | -------------------- | ------------- | ------------ | -------- | -------- | --------- | --------- | -------- | ------ |
| Oro     | Xiao Ruoteng         | Cina          | 14.433       | 14.800   | 13.800   | 14.900    | 14.600    | 14.400   | 86.933 |
| Argento | Lin Chaopan          | Cina          | 14.516       | 14.266   | 13.666   | 14.900    | 14.800    | 14.300   | 86.448 |
| Bronzo  | Kenzō Shirai         | Giappone      | 15.733       | 13.433   | 13.666   | 15.000    | 14.633    | 13.966   | 86.431 |
| 4       | David Beljavskij     | Russia        | 14.066       | 14.900   | 14.100   | 14.783    | 15.266    | 13.200   | 86.315 |
| 5       | Manrique Larduet     | Cuba          | 13.933       | 13.733   | 14.133   | 14.966    | 14.933    | 14.333   | 86.031 |
| 6       | Nile Wilson          | Gran Bretagna | 14.333       | 13.666   | 14.300   | 14.100    | 14.500    | 14.433   | 85.332 |
| 7       | Yul Moldauer         | Stati Uniti   | 14.566       | 14.000   | 14.066   | 14.500    | 14.533    | 13.333   | 84.998 |
| 8       | Oleg Vernyayev       | Ucraina       | 13.766       | 13.333   | 14.566   | 14.833    | 14.966    | 12.533   | 83.997 |
| 9       | Ahmet Önder          | Turchia       | 14.133       | 12.933   | 13.833   | 14.533    | 14.933    | 13.466   | 83.831 |
| 10      | Nikita Nagornyj      | Russia        | 14.500       | 13.866   | 14.466   | 14.800    | 14.541    | 11.066   | 83.239 |
| 11      | Jossimar Calvo       | Colombia      | 13.866       | 13.800   | 13.333   | 13.866    | 14.600    | 13.566   | 83.031 |
| 12      | Pablo Brägger        | Svizzera      | 14.233       | 13.266   | 13.600   | 14.433    | 12.700    | 14.500   | 82.732 |
| 13      | Artur Davtyan        | Armenia       | 13.333       | 13.400   | 14.200   | 14.900    | 13.766    | 12.733   | 82.332 |
| 14      | Bae Ga-ram           | Corea del Sud | 13.000       | 13.533   | 12.866   | 14.133    | 13.600    | 13.400   | 80.532 |
| 15      | Caio Souza           | Brasile       | 13.900       | 11.566   | 14.166   | 14.500    | 14.266    | 12.133   | 80.531 |
| 16      | Marios Georgiou      | Cipro         | 12.500       | 12.300   | 13.500   | 14.000    | 14.100    | 13.833   | 80.233 |
| 17      | Robert Tvorogal      | Lituania      | 12.900       | 12.866   | 13.133   | 13.900    | 14.100    | 13.333   | 80.232 |
| 18      | Philipp Herder       | Germania      | 14.133       | 12.833   | 13.500   | 13.000    | 14.100    | 12.600   | 80.166 |
| 19      | Eddy Yusof           | Svizzera      | 13.566       | 11.633   | 13.766   | 13.433    | 14.366    | 13.400   | 80.164 |
| 20      | Ferhat Arıcan        | Turchia       | 11.733       | 13.525   | 12.900   | 14.266    | 14.683    | 12.933   | 80.040 |
| 21      | Zachary Clay         | Canada        | 13.133       | 13.566   | 13.100   | 14.100    | 13.100    | 12.900   | 79.899 |
| 22      | Tomas Kuzmickas      | Lituania      | 14.266       | 12.866   | 11.700   | 13.866    | 13.633    | 13.333   | 79.664 |
| 23      | Kevin Cerda          | Messico       | 13.333       | 12.266   | 12.400   | 13.733    | 12.366    | 12.833   | 76.931 |
| 24      | Joel Plata Rodríguez | Spagna        | 13.666       | 10.633   | 13.500   | 13.633    | 13.400    | 11.866   | 76.698 |

#### Corpo libero maschile
| Pos.    | Ginnasta           | D Score | E Score | Pen. | Totale |
| ------- | ------------------ | ------- | ------- | ---- | ------ |
| Oro     | Kenzō Shirai       | 7.200   | 8.433   | —    | 15.633 |
| Argento | Artem Dolgopyat    | 6.500   | 8.033   | —    | 14.533 |
| Bronzo  | Yul Moldauer       | 5.800   | 8.700   | —    | 14.500 |
| 4       | Bram Verhofstad    | 6.100   | 8.233   | —    | 14.333 |
| 5       | Tomás González     | 6.000   | 8.266   | —    | 14.266 |
| 6       | Donnel Whittenburg | 6.400   | 7.776   | —    | 14.166 |
| 7       | Hansol Kim         | 6.400   | 7.700   | —    | 14.100 |
| 8       | Manrique Larduet   | 6.000   | 8.100   | —    | 14.100 |
| 9       | Milad Karimi       | 6.100   | 7.166   | —    | 13.266 |

#### Cavallo con maniglie
| Pos.    | Ginnasta           | D Score | E Score | Pen. | Totale |
| ------- | ------------------ | ------- | ------- | ---- | ------ |
| Oro     | Max Whitlock       | 6.900   | 8.541   | —    | 15.441 |
| Argento | David Beljavskij   | 6.400   | 8.700   | —    | 15.100 |
| Bronzo  | Xiao Ruoteng       | 6.400   | 8.666   | —    | 15.066 |
| 4       | Alexander Naddour  | 6.300   | 8.450   | —    | 14.750 |
| 5       | Harutyun Merdinyan | 6.200   | 8.500   | —    | 14.700 |
| 6       | Hao Weng           | 6.000   | 8.500   | —    | 14.500 |
| 7       | Verniaiev Oleg     | 6.400   | 8.300   | —    | 13.700 |
| 8       | Saso Bertoncelj    | 6.000   | 6.966   | —    | 12.966 |

#### Anelli
| Pos.    | Ginnasta               | D Score | E Score | Pen. | Totale |
| ------- | ---------------------- | ------- | ------- | ---- | ------ |
| Oro     | Eleutherios Petrounias | 6.300   | 9.133   | —    | 15.433 |
| Argento | Denis Abljazin         | 6.300   | 9.033   | —    | 15.333 |
| Bronzo  | Liu Yang               | 6.300   | 8.966   | —    | 15.266 |
| 4       | Samir Aït Saïd         | 6.200   | 9.058   | —    | 15.258 |
| 5       | İbrahim Çolak          | 6.200   | 8.866   | —    | 15.066 |
| 6       | Ihor Radivilov         | 6.300   | 8.633   | —    | 14.933 |
| 7       | Arthur Zanetti         | 6.200   | 8.700   | —    | 14.900 |
| 8       | Courtney Tulloch       | 6.400   | 8.133   | —    | 14.533 |

#### Volteggio
| Pos.    | Ginnasta          | D. Score | E. Score | Penalità | 1° Parziale | D. Score | E. Score | Penalità | 2° Parziale | Totale |
| ------- | ----------------- | -------- | -------- | -------- | ----------- | -------- | -------- | -------- | ----------- | ------ |
| Oro     | Kenzō Shirai      | 5.600    | 9.600    | —        | 15.200      | 5.200    | 9.400    | —        | 14.600      | 14.900 |
| Argento | Ihor Radivilov    | 5.600    | 9.433    | —        | 15.033      | 5.600    | 9.166    | —        | 14.766      | 14.899 |
| Bronzo  | Kim Hansol        | 5.600    | 9.100    | —        | 14.966      | 5.200    | 9.366    | —        | 14.566      | 14.766 |
| 4       | Marian Drăgulescu | 5.600    | 9.100    | —        | 14.700      | 5.400    | 9.333    | —        | 14.733      | 14.716 |
| 5       | Jorge Vega López  | 5.600    | 9.200    | -0.100   | 14.700      | 5.200    | 9.508    | —        | 14.708      | 14.704 |
| 6       | Keisuke Asato     | 6.000    | 8.866    | -0.100   | 14.766      | 5.600    | 8.333    | —        | 13.933      | 14.349 |
| 7       | Zachari Hrimèche  | 5.600    | 8.166    | -0.200   | 13.566      | 5.600    | 9.000    | —        | 14.600      | 14.083 |
| 8       | Artur Dalalojan   | 5.600    | 8.900    | -0.300   | 14.200      | 5.600    | 8.133    | —        | 13.733      | 13.966 |
| Pos.    | Ginnasta          | 1° Salto | 1° Salto | 1° Salto | 1° Salto    | 2° Salto | 2° Salto | 2° Salto | 2° Salto    | Totale |

#### Parallele simmetriche
| Pos.    | Ginnasta         | D Score | E Score | Pen. | Totale |
| ------- | ---------------- | ------- | ------- | ---- | ------ |
| Oro     | Zou Jingyuan     | 6.800   | 9.100   | —    | 15.900 |
| Argento | Oleg Vernyayev   | 6.700   | 9.133   | —    | 15.833 |
| Bronzo  | David Beljavskij | 6.400   | 8.866   | —    | 15.266 |
| 4       | Manrique Larduet | 6.400   | 8.766   | —    | 15.166 |
| 5       | Lin Chaopan      | 6.400   | 8.733   | —    | 15.133 |
| 6       | Pablo Braegger   | 6.400   | 8.333   | —    | 14.733 |
| 7       | Marcel Nguyen    | 6.300   | 8.500   | —    | 14.700 |
| 8       | Ferhat Arıcan    | 6.200   | 7.800   | —    | 14.100 |

#### Sbarra
| Pos.    | Ginnasta         | D Score | E Score | Pen. | Totale |
| ------- | ---------------- | ------- | ------- | ---- | ------ |
| Oro     | Tin Srbić        | 6.400   | 8.033   | —    | 14.433 |
| Argento | Epke Zonderland  | 6.500   | 7.733   | —    | 14.233 |
| Bronzo  | Bart Deurloo     | 6.200   | 8.000   | —    | 14.200 |
| 4       | Pablo Brägger    | 6.500   | 7.233   | —    | 13.733 |
| 5       | Hidetaka Miyachi | 6.700   | 7.033   | —    | 13.733 |
| 6       | David Beljavskij | 5.400   | 8.133   | —    | 13.533 |
| 7       | Randy Leru       | 6.000   | 7.100   | —    | 13.100 |
| 8       | Oliver Hegi      | 5.800   | 6.933   | —    | 12.733 |

### Femminile

#### Concorso individuale femminile
| Pos.    | Ginnasta                    | Nazione       | Attrezzo  | Attrezzo  | Attrezzo | Attrezzo     | Totale |
| Pos.    | Ginnasta                    | Nazione       | Volteggio | Parallele | Trave    | Corpo libero | Totale |
| ------- | --------------------------- | ------------- | --------- | --------- | -------- | ------------ | ------ |
| Oro     | Morgan Hurd                 | Stati Uniti   | 14.533    | 14.300    | 12.666   | 13.733       | 55.232 |
| Argento | Elsabeth Black              | Canada        | 14.600    | 14.233    | 12.866   | 13.433       | 55.132 |
| Bronzo  | Elena Eremina               | Russia        | 13.866    | 14.200    | 13.133   | 13.600       | 54.799 |
| 4       | Mai Murakami                | Giappone      | 14.666    | 13.800    | 12.000   | 14.233       | 54.699 |
| 5       | Mélanie de Jesus dos Santos | Francia       | 14.466    | 14.000    | 12.433   | 13.233       | 54.132 |
| 6       | Aiko Sugihara               | Giappone      | 14.033    | 13.533    | 12.566   | 13.833       | 53.965 |
| 7       | Giulia Steingruber          | Svizzera      | 14.700    | 12.933    | 12.400   | 13.633       | 53.666 |
| 8       | Nina Derwael                | Belgio        | 13.533    | 14.966    | 11.633   | 13.366       | 53.498 |
| 9       | Elisabeth Seitz             | Germania      | 13.700    | 14.566    | 12.433   | 12.766       | 53.465 |
| 10      | Tabea Alt                   | Germania      | 13.866    | 13.600    | 13.300   | 12.633       | 53.399 |
| 11      | Rune Hermans                | Belgio        | 13.300    | 13.900    | 12.033   | 13.066       | 52.299 |
| 12      | Lara Mori                   | Italia        | 13.433    | 13.466    | 12.266   | 13.000       | 52.165 |
| 13      | Georgia Godwin              | Australia     | 13.266    | 13.500    | 12.366   | 12.900       | 52.032 |
| 14      | Diana Varinska              | Ucraina       | 13.433    | 14.500    | 11.366   | 12.700       | 51.999 |
| 15      | Brooklyn Moors              | Canada        | 12.966    | 13.200    | 12.266   | 13.533       | 51.965 |
| 16      | Angelina Melnikova          | Russia        | 13.733    | 13.775    | 12.433   | 11.400       | 51.341 |
| 17      | Amy Tinkler                 | Gran Bretagna | 14.400    | 11.000    | 12.166   | 13.333       | 50.899 |
| 18      | Ana Filipa Martins          | Portogallo    | 13.166    | 13.533    | 12.233   | 11.933       | 50.865 |
| 19      | Wang Yan                    | Cina          | 14.233    | 13.366    | 10.200   | 12.633       | 50.432 |
| 20      | Ana Pérez                   | Spagna        | 12.833    | 13.733    | 10.100   | 12.600       | 49.266 |
| 21      | Marine Boyer                | Francia       | 13.766    | 12.066    | 10.566   | 12.833       | 49.231 |
| 22      | Lee Eun-ju                  | Corea del Sud | 13.233    | 13.200    | 11.500   | 11.266       | 49.199 |
| 23      | Ioana Crișan                | Romania       | 13.566    | 10.766    | 11.600   | 13.033       | 48.965 |
| 24      | Thais Fidelis               | Brasile       | 13.533    | 11.066    | 10.600   | 13.566       | 48.765 |

#### Volteggio femminile
| Pos.    | Ginnasta           | D. Score | E. Score | Penalità | 1° Parziale | D. Score | E. Score | Penalità | 2° Parziale | Totale |
| ------- | ------------------ | -------- | -------- | -------- | ----------- | -------- | -------- | -------- | ----------- | ------ |
| Oro     | Marija Paseka      | 6.000    | 8.700    | —        | 14.700      | 5.800    | 9.200    | —        | 15.000      | 14.850 |
| Argento | Jade Carey         | 5.800    | 9.000    | —        | 14.800      | 5.600    | 9.133    | —        | 14.733      | 14.766 |
| Bronzo  | Giulia Steingruber | 5.800    | 8.933    | -0.100   | 14.633      | 5.400    | 8.900    | —        | 14.300      | 14.466 |
| 4       | Elsabeth Black     | 5.400    | 9.166    | —        | 14.566      | 5.200    | 9.066    | —        | 14.266      | 14.416 |
| 5       | Oksana Chusovitina | 5.400    | 9.033    | —        | 14.433      | 5.200    | 9.100    | —        | 14.300      | 14.366 |
| 6       | Wang Yan           | 5.600    | 8.900    | —        | 14.500      | 5.800    | 8.500    | -0.100   | 14.200      | 14.350 |
| 7       | Shallon Olsen      | 5.800    | 7.833    | -0.100   | 13.533      | 6.000    | 8.933    | —        | 14.933      | 14.233 |
| 8       | Sae Miyakawa       | 5.800    | 8.700    | —        | 14.500      | 5.400    | 7.700    | —        | 13.100      | 13.800 |
| Pos.    | Ginnasta           | 1° Salto | 1° Salto | 1° Salto | 1° Salto    | 2° Salto | 2° Salto | 2° Salto | 2° Salto    | Totale |

#### Parallele asimmetriche
| Pos.    | Ginnasta             | D Score | E Score | Pen. | Totale |
| ------- | -------------------- | ------- | ------- | ---- | ------ |
| Oro     | Fan Yilin            | 6.500   | 8.666   | —    | 15.166 |
| Argento | Elena Eremina        | 6.300   | 8.800   | —    | 15.100 |
| Bronzo  | Nina Derwael         | 6.300   | 8.733   | —    | 15.033 |
| 4       | Anastasiia Iliankova | 6.200   | 8.700   | —    | 14.900 |
| 5       | Elisabeth Seitz      | 6.100   | 8.666   | —    | 14.766 |
| 6       | Diana Varinska       | 6.000   | 8.583   | —    | 14.583 |
| 7       | Luo Huan             | 6.200   | 8.366   | —    | 14.566 |
| 8       | Ashton Locklear      | 5.400   | 7.366   | —    | 12.766 |

#### Trave
| Pos.    | Ginnasta        | D Score | E Score | Pen.   | Totale |
| ------- | --------------- | ------- | ------- | ------ | ------ |
| Oro     | Pauline Schäfer | 5.500   | 8.033   | —      | 13.533 |
| Argento | Morgan Hurd     | 5.700   | 7.800   | -0.100 | 13.400 |
| Bronzo  | Tabea Alt       | 5.700   | 7.600   | —      | 13.300 |
| 4       | Mai Murakami    | 5.400   | 7.666   | —      | 13.066 |
| 5       | Elena Eremina   | 5.400   | 7.566   | —      | 12.966 |
| 6       | Asuka Teramoto  | 5.600   | 7.366   | —      | 12.966 |
| 7       | Liu Tingting    | 5.500   | 7.366   | -0.100 | 12.766 |
| 8       | Ellie Black     | 5.700   | 6.700   | —      | 12.400 |

#### Corpo libero femminile
A causa di un infortunio, Vanessa Ferrari è costretta a terminare anticipatamente l'esercizio.
| Pos.    | Ginnasta          | D Score | E Score | Pen.   | Totale |
| ------- | ----------------- | ------- | ------- | ------ | ------ |
| Oro     | Mai Murakami      | 5.900   | 8.333   | —      | 14.233 |
| Argento | Jade Carey        | 5.700   | 8.500   | —      | 14.200 |
| Bronzo  | Claudia Fragapane | 5.600   | 8.333   | —      | 13.933 |
| 4       | Thais Santos      | 5.500   | 8.166   | —      | 13.666 |
| 5       | Brooklyn Moors    | 5.200   | 8.450   | —      | 13.650 |
| 6       | Lara Mori         | 5.400   | 7.866   | —      | 13.266 |
| 7       | Ellie Black       | 5.300   | 7.900   | —      | 12.900 |
| 8       | Vanessa Ferrari   | 2.000   | 8.233   | -6.300 | 3.933  |

## Medagliere
| Posiz. | Nazione       | Oro | Argento | Bronzo | Totale |
| ------ | ------------- | --- | ------- | ------ | ------ |
| 1      | Cina          | 3   | 1       | 2      | 6      |
| 2      | Giappone      | 3   | 0       | 1      | 4      |
| 3      | Russia        | 1   | 3       | 2      | 6      |
| 4      | Stati Uniti   | 1   | 3       | 1      | 5      |
| 5      | Germania      | 1   | 0       | 1      | 2      |
| 5      | Gran Bretagna | 1   | 0       | 1      | 2      |
| 7      | Grecia        | 1   | 0       | 0      | 1      |
| 7      | Croazia       | 1   | 0       | 0      | 1      |
| 9      | Ucraina       | 0   | 2       | 0      | 2      |
| 10     | Paesi Bassi   | 0   | 1       | 1      | 2      |
| 11     | Canada        | 0   | 1       | 0      | 1      |
| 11     | Israele       | 0   | 1       | 0      | 1      |
| 13     | Svizzera      | 0   | 0       | 1      | 1      |
| 13     | Belgio        | 0   | 0       | 1      | 1      |
| 13     | Corea del Sud | 0   | 0       | 1      | 1      |
| Totale | Totale        | 12  | 12      | 12     | 36     |